# Andre Gray
Andre Anthony Gray (* 26. Juni 1991 in Wolverhampton) ist ein in England geborener jamaikanischer Fußballspieler, der seit Januar 2025 bei Fatih Karagümrük SK unter Vertrag steht.

## Vereine
Andre Gray debütierte am 8. August 2009 für den Viertligisten Shrewsbury Town beim 3:1-Heimsieg über Burton Albion. Der aus der eigenen Jugendakademie stammende Angreifer bestritt in der Football League Two 2009/10 drei weitere Ligaspiele. Zudem sammelte er auf Leihbasis für Telford United und Hinckley United Spielpraxis in der sechstklassigen Conference North. Nachdem sein Vertrag im Sommer 2010 nicht verlängert worden war, wechselte er am 10. Juni 2010 auf fester Vertragsbasis zu Hinckley United, für die er in der Saison 2010/11 dreizehn Ligatreffer erzielte. 
Nach einer weiteren Leistungssteigerung in der Saison 2011/12, wurde er am 22. März 2012 zunächst bis zum Saisonende auf Leihbasis mit anschließender fester Verpflichtung im Sommer von Luton Town unter Vertrag genommen. Für den Fünftligisten erzielte er in seinen ersten vier Ligaspielen vier Treffer und zog mit seinem neuen Team ins Play-off-Final der Conference National ein. Der frühe Führungstreffer durch Andre Gray genügte nicht, vielmehr setzte sich der Finalgegner York City mit 2:1 durch und feierte den Aufstieg in die vierte Liga. In der Saison 2012/13 erzielte er siebzehn Ligatreffer für den Tabellensiebten. Deutlich erfolgreicher gestaltete sich die Spielzeit 2013/14. Luton Town sicherte sich souverän den Meistertitel der fünften Liga und Andre Gray avancierte mit dreißig Toren zum Torschützenkönig der Conference National. 
Am 27. Juni 2014 gab der Zweitligaaufsteiger FC Brentford die Verpflichtung des 23-jährigen Angreifers bekannt. Auch drei Spielklassen höher konnte Gray seine Treffsicherheit unter Beweis stellen und mit sechzehn Ligatoren eine gute Debütsaison für den Verein aus dem Londoner Stadtteil Brentford feiern. Der Aufsteiger zog als Tabellenfünfter der Football League Championship 2014/15 unerwartet in die Play-offs ein, scheiterte dort jedoch vorzeitig am FC Middlesbrough. Im November 2014 erhielt Gray die Auszeichnung zum Spieler des Monats der zweiten Liga.
Am 21. August 2015 verpflichtete der Premier-League-Absteiger FC Burnley Gray für eine vereinsinterne Rekordablösesumme von neun Millionen Pfund. Im September 2016 wurde er für vier Spiele von der FA gesperrt, weil er sich vier Jahre zuvor auf Twitter homophob geäußert hatte.
Ende August 2017 wechselte Gray zum Ligakonkurrenten FC Watford. Er unterschrieb dort einen Vertrag bis 2022. Dabei erklärte der Klub auch, dass eine vereinsinterne Rekordablösesumme geknackt wurde. Genau Zahlen wurden nicht erwähnt, englische Medien schätzen es jedoch auf rund 18,5 Millionen Pfund. Ende August 2021 lieh ihn Watford für die gesamte Spielzeit 2021/22 an den Zweitligisten Queens Park Rangers aus. Gray bestritt 28 von 38 möglichen Ligaspiele für Queen Park Rangers, in denen er zehn Tore schoss, sowie je ein Spiel im Pokal und Ligapokal.
Anfang Juli 2022 wechselte er zum griechischen Verein Aris Thessaloniki.

## Jamaikanische Nationalmannschaft
Aufgrund jamaikanischer Wurzeln in seiner Familie erlangte Gray die Spielberechtigung für den Karibikstaat. Im März 2021 war er einer von sechs in England geborenen Profispielern, die erstmals eine Berufung für die jamaikanische A-Nationalmannschaft erhielt. Am 25. März 2021 debütierte Gray in der Partie gegen die Vereinigten Staaten.
2021 gehörte er zum jamaikanischen Kader beim Gold Cup und wurde in zwei Gruppenspielen und dem verlorenen Viertelfinale eingesetzt.